# باخوم
الأنبا باخوم (بالإنجليزية: Pachomius the Great) هو مؤسس الرهبنة الديرية في مصر (حوالي 300 م)، وله عدّة كتابات باللغة القبطية (اللهجة الصعيدية) التي لم يعرف غيرها،
ولد القديس الأنبا باخوميوس حوالي سنة 292 ميلادية في إقليم طيبة (الأقصر) من عائلة وثنية لا تعرف الإيمان بالمسيح، ودعاه أبوه باسم (بخوم) وهي كلمة قبطية تعني (نسر).
اهتم به أبواه وأدباه بالآداب الوثنية وعلّماه أصول العبادة الوثنية وتثقف فيها بكل صنوف فلسفتها.. وفي وسط هذا الجو المملوء بالدنس والانحلال وقد غابت فيه شمس الطهارة نشأ باخوم وهو يبحث عن النور ويتطلع إلى شمس البر.. فقد كان قلبه ينفر من الشر ويرفض الدنس ويهرب من الرذيلة ويزدري بالتعاليم الوثنية ويبحث عن الحق ويتطلع إليه..
تطلع القديس منذ صباه إلى حياة أفضل.. احتقر العبادة المرذولة التي لإبليس وذلك نلمسه من عدة مواقف منها:
جاء والده يوماً بنبيذ من تقدمات الأصنام وعبادة الأوثان، أما الصبي باخوم فما أن شرب منه اليسير إلا وهاجت عليه معدته ورفض جسمه كل مشروب من قبل الأوثان والعبادة المرذولة.
+ ذات مرة اصطحبه والده إلى هيكل الأصنام.. وما أن رآه كاهن الأوثان إلا وصرخ بصوت عال قائلاً: أبعدوا عدو الآلهة من هنا، أبعدوا عدو عبادتنا وعدو آلهتنا، أبعدوه عن هيكلنا واحتفالاتنا.
فاغتم أبواه مما رأوه من جهته وكانا دائماً يسألونه لماذا تغضب منك الآلهة؟!! كان كهنة الأوثان ينزعجون لحضوره ويطالبون والديه بعدم حضوره مرة أخرى لما يرونه بأنفسهم بإزدرائه للأصنام والتحدي الفكري والقلبي الذي تحمله نفس القديس لهذه الأوثان الباطلة.
بعد أن أكمل من العمر عشرون عاماً تجند باخوم في إحدى فرق الجيش لمحاربة والي الحبشة المتمرد..
وبناء على أمر الإمبراطور مكسيمانوس شرعت تلك الكتيبة بتنفيذ أمر الإمبراطور.. وهم في طريقهم عن طريق النيل وصلت الكتيبة إلى مدينة لاتوبوليس (حالياً مدينة إسنا محافظة قنا)، وكان معظم جنود الكتيبة في حالة إعياء شديد.. فاستراحوا هناك.. فخرج عليهم أهل تلك المدينة بالكرم والسخاء والمحبة الفياضة والوجه البشوش، الأمر الذي أثار كوامن باخوم فجلس يتأمل محبة هؤلاء الناس الذين أحسنوا ضيافتهم، فسأل ما هي عقيدتهم فعرف أنهم يعبدون المسيح، فكانت الإجابة من رجل شيخ وقور شرح له من هو المسيح الذي هو الإله المتجسد الذي جاء لخلاص جنس البشر والذي جاء لكي يحمل الآثام ويبرر الخطاه، فوجد باخوم ما يشبع قلبه وما يروى ظمأ نفسه. امتلأت نفسه بالرجاء لخلاص نفسه وقرر بقلبه أنه لا غنى عن المسيحية بل وتكريس نفسه لأجل خدمة جنس البشر وبدأ فيه نبض الحياة.. وبدأ الصلاة.. (أيها الإله الحقيقي وحدك.. إقبل عبدك الملتجئ اليك والمعترف بلاهوتك.. أرشدني إليك لأني لم أعرفك.. أنظر إلى وخلصني. وها أنا أتعبد لك كل أيام غربتي وأصنع مشيئتك وأخدم الجميع حسب وصيتك)
وبينما كان نفسه في الاشتياق الكامل ونبض الحياة الأبدية سريع جاء الخبر السعيد بأن الإمبراطور قسطنطين انتصر على الأعداء وأصدر أمراً بتسريح جميع الجنود، فرجع كل واحد إلى مدينته وإلى بيته وهو متهلل سعيد بما يراه وأن هذه علامات واضحة لقبوله الحياة الجديدة.

## الولادة الجديدة (المعمودية)
لم يرجع باخوم إلى بيته بل ذهب إلى قرية تدعى (صانسيت) وهناك في معبد مهجور سكن باخوم باحثاً عن الحياة الأبدية وتتلمذ على يد كاهن وقور بدأ يدربه ويعلمه وكان يقيم في ذلك المعبد المهجور الذي للإله الوثني (سرابيس).
وبعد أن استنار عقله وتفتح قلبه بقبول الحياة الجديدة قدمه هذا الكاهن إلى الأنبا صرابيون أسقف دندرة (حالياً قرية تتبع إيبارشية قنا) الذي قام بعماده لقبول الولادة الجديدة بالمعمودية المقدسة لمجد المسيح وامتداد ملكوته.
وفي تلك الليلة التي لم ينم فيها باخوم من فرط المحبة الإلهية لكي يقبل سر الولادة الجديدة.. إلا أنه في لحظات سعيدة غفلت عينيه فرأى ندى يتساقط من السماء عليه وصار في قوام قرص العسل في يده اليمنى ثم بدأ يتساقط على الأرض نقطاٍ متواتراً وصوت يقول له: ((يا باخوم تفهم ما قد حدث واحفظه في ذاكرتك لأن تأويله تفهمه فيما بعد)).. استيقظ وهو يشعر بشوق مثل لهيب النار المشتعل من إحسانات الله، وبدأ باخوم يغوص في لجج النعمة غير المحصاة..

## تلمذته على يد ناسك
بعد أن قبل باخوم المعمودية والولاتدة الجديدة اختار حياة النعمة بل وأن صنارة النعمة جذبته إليها أحس بإمكانيات الله فيه.. فانطلق إلى القرى المجاورة يخدم الناس ويحبهم.. يعضد الضعفاء ويساعد المساكين ويشارك الحزانى.. وأحبه الناس وجاء البعض يحيا إلى جواره لما لمسوه فيه من حب وتفان وألفة وبقي على هذا الحال ثلاث سنوات، ولما إزدحم الناس حوله أصبح غير قادر على السكنى وسطهم وكان قد سمع عن القديس الأنبا بلامون الذي من إقليم صانسيت فاغتنم الفرصة وذهب لكى يتتلمذ على يديه.
ذهب الأنبا باخوم إلى الأنبا بلامون الذي كان يحيا حياة العزلة الشديدة وكان شعره يتدلى على كتفيه مرتدياً عباءة بالية تستر جسده النحيل بسبب النسك الشديد.. ولما بلغ الأنبا باخوم مغارة الأنبا بلامون قرع بابها فتطلع إليه الشيخ الوقور من الكوة وقال له.. ماذا تريد أيها الأخ؟.. أجاب الأنبا باخوم:
«أنا أيها الأب المبارك طالب السيد المسيح الذي أنت تتعبد له أطلب من أبوتك أن تقبلني إاليك وتجعلني راهباً».
أجاب الشيخ وقال له:
«الرهبنة ليست بالأمر الهين ولا يقبلها الإنسان كما أراد لأن كثيرون طلبوها وتقدموا إليها وهم يجهلون متاعبها أنت سمعت عنها سمعاً أما الحياة فيها فهي غاية في القسوة»
ولكن الأنبا باخوم تعلق وإزداد تعلقاً وهو يحني رأسه ويقول:
" بارك على يا أبي وإختبرني وافعل ما تريد..
فإذا عاين الأنبا بلامون شوق ورغبة وإلحاح الأنبا باخوم فتح له الباب.. فسجد الأنبا باخوم أمام الأنبا بلامون وبدأ يتتلمذ على يديه.. وبعد عدة اختبارات قبله وفرح به كثيراً وتهللت نفسه وأخذه ذات ليلة وصلى عليه صلوات طويلة ثم قص له شعره وألبسه إسكيم الرهبنة وسكنا معاً كشخص واحد.. وظل الأنبا باخوم متتلمذ تحت يدي الأنبا بلامون قرابة سبع سنوات ينهل من ينبوعه ويستظل بمعارفه الروحية الواسعة.
كان الأنبا باخوم قد أعتاد أن يذهب إلى مغارة مهجورة مملوءة بالحطب والأشواك كان يحضر منها حطباً لزوم استخدامه لها.. وكانت فرصة رائعة للتأمل والركوع والدموع والمناجاة.. وكان إذا ما وخذت شوكة قدماه يتنهد ويقول بسبب الخطية شوكاً وحسكاً تنبت لك الأرض.
وذات يوم كان الأنبا باخوم يتمشى في الأرض الخربة التي تدعى تابينا وترجمتها نخل إيزيس وهي قرية خربة مواجهة لدندرة.. وإذ بملاك الرب يظهر له وطلب منه أن يهتم ويقوم ببناء ديراً وعرفه بأنه سيكون أباً لكثيرين وأعطاه لوحاً من النحاس مكتوب عليه الوصايا الرهبانية وهي وصايا روحية سهلة..
رجع الأنبا باخوم إلى أبيه وأخبره بما حدث، ولما سمع الشيخ الوقور الأنبا لامون حزن لأجل مفارقة إبنه الحبيب إلى قلبه باخوم.. وقال له:
«كيف بعد سبع سنوات وأنت عاكف على طاعتي تفارقني وخاصة وأنا في شيخوخة».. لذلك قرر الأنبا باخوم الذهاب معه في الحال إلا أن الأنبا بلامون كان قد طعن في السن وشاخ وإن كانت الزيارات بين الأنبا باخوم والأنبا بلامون لم تدم طويلاً حيث مرض الأنبا بلامون واهتم به الأخوة الروحيين، ولكنه تنيح فجاء تلميذه وتلاميذ الأنبا باخوم لنوال بركته وقضوا الليلة في التسبيح والتهليل وأقاموا في الصباح قداساً وحملوا جسد الأنبا بلامون إلى الجبل ودفنوه بإكرام جزيل.. وإله التعزية عزى الأنبا باخوم بقدوم شقيقه يوحنا الذي اعتنق الإيمان وعشق الحياة الرهبانية ففرح به كثيراً في هذه الآونة..

## الشركة الباخومية
كانت الرهبنة قبل القديس الأنبا باخوميوس تسير بنظام التوحد، وكان الجبل أو الوادي أو البرية المترامية مسافات بين كل راهب وآخر إلا أن الأنبا باخوميوس قام بجمع الرهبان في حياة شركة تحيا كل فئة مع بعضها يتعاونون ويحترمون بعضهم بعضاً.. ولما زاد عدد الأخوة واتسعت الخلية الرهبانية بنى لهم القديس الأنبا باخوميوس عدة أديرة متفرقة في أماكن أخرى وجعل لكل دير رئيساً.. أما هو فصار الرئيس الأعلى لحياة الشركة الباخومية ولنظام هذه الأديرة التي بلغت حوالي عشرة أديرة، وبلغ عدد الرهبان حوالي عشرة آلاف راهب.. وبذلك صار الأنبا باخوميوس أب الشركة في النظام الرهباني في العالم كله..
لم يقف انتشار نظام الشركة الباخومي على مصر فقط بل انتشر في العالم كله:
- القديس باسيليوس الكبير الذي عاش في صعيد مصر عدة سنوات أدخل إلى اليونان نظام الشركة الباخومي وارتبط اسمه بجبل آثوس (باليونان).
- قام القديس إيرنيموس (جيروم) بترجمة القوانين الباخومية عام 404 م ونشرها بين الرهبان الإيطاليين.
- ترجم القديس ديونسيوس الصغير (545 م) حياة وقوانين الأنبا باخوميوس إلى اللاتينية ونشرها هناك.
- القديس يوحنا كاسيان قام بترجمة سير الآباء منهم القديس باخوميوس ونظام الشركة ونشرها في غرب أوروبا وجنوب فرنس وقام بتطبيق نظام الشركة في أديرة مارسيليا وهكذا في العديد من دول الغرب انتشرت الرهبنة الباخومية ونظام الشركة ومنها إلى الرهبنة العاملة في أوروبا وغير ذلك.

## مرض القديس ونياحته
بعد أن عاد الأنبا باخوم إلى ديره التقى بتلميذه تادرس وقال له:
"يا تادرس هوذا يوم إفتقادي قد قرب.. وكان في نفس العام انتشر مرض الطاعون وامتد إلى الأديرة الباخومية، فكان الأنبا باخوم ينتقل بين الأديرة يخدم المرضى والشيوخ فيها ويدفن من ينتقلون فيها، وكان قد انتقل عدداً ليس بقليل من رهبان الأديرة الباخومية بسبب الطاعون.. وأخيراً مرض الأنبا باخوم بنفس المرض وتدهورت حالته لدرجة أنه بعد أربعين يوماً من المرض لم يكن قادراً على احتمال ثوبه من شدة المرض القاسي.
وفي ساعة نياحته كان الأخوة جالسين حوله، أما تادرس فكان يجلس بعيداً وأحنى راسه على ركبتيه ودموعه تنهمر بغزارة فقال لهم الأنبا باخوم:
«أنا منصرف عن هذا العالم مثل آبائي وأجدادي إلى الله الذي خلقني وأحبني وفداني وهو الذي جمعنا هنا مع بعضنا البعض لكي نتمم مشيئته فقولوا الآن من تريدون أن يكون لكم أباً يدبر أموركم بمعونة الله»
.. فلما سمعوا هذا بكوا ولم يستطيعوا إجابته.. ولكنهم قالوا له: «إن كان الأمر كذلك فنحن لا نعرف إلا الرب وسواك والذي تختاره أنت نحن نقبله»
فقال لهم:
«إن الرجل الذي في وسطكم والذي أعلنه لي الرب هو بطرنيوس أب دير تاسمين وهو يقدر أن يبني أرواحكم في مخافة الرب فهو سيكون أباً لكم»
فالتف حوله الرهبان وهم يبكون..
ولم ينم باخوم النومة الأخيرة إلا بعد أن استراح قلبه من جهة أولاده ومن الذي يقوم على تدبير أمورهم مقدماً لهم الحق في اختيار أبيهم وراعيهم الجديد. أما الأنبا باخوم وهو يلفظ أنفاسه الأخيرة التفت إلى تادرس تلميذه ومد يده وأمسك بأصابعه وجزءاً من لحيته وقال له: «يا تادرس إذا رأيت عظامي مهملة غير محفوظة فاهتم بها واحفظها»
ثم رسم نفسه بعلامة الصليب ثلاثة مرات وأسلم روحه الطاهرة بعد أن أضاء الرب وجهه بنور سماوي في 14 بشنس وهو في سن الستين بعدما قضى 21 سنة قبل الرهبنة و 39 سنة في الرهبنة وكانت يدي تادرس على عيني معلمه كيوسف الذي أغمض عيني يعقوب..

## دفن القديس
شهد ممن حضروا نياحة القديس أنه كان في حضور جوقة ملائكية مع محفل من القديسين الأبرار كانوا في استقبال روحه في سفرها إلى السماء.
واجتمع موكب الرهبان حول أبيهم ومدبر أمورهم القديس الأنبا باخوميوس وسهروا حوله حتى الصباح في الكنيسة وهم يترنمون.. وفي الصباح أقاموا القداس الإلهي وتناولوا من الأسرار الإلهية ثم حملوا الجسد المبارك إلى الجبل حيث كانت مقابرهم، وعاد الرهبان إلى أديرتهم.
وبعد أن عاد الأخوة إلى أديرتهم عاد تادرس وبصحبته ثلاثة من الرهبان وحملوا جسد الأنبا باخوميوس إلى موضع آخر حتى لا يعلم أحداً بمكانه كوصية أبيه.. حيث أوصى الأنبا باخوم تلميذه تادرس أن يدفن جسده في مكان غير معلوم.
وجاء في سيرة الأنبا تادرس أنه كثيراً ما كان يخرج ليلاً إلى المكان الذي دفن فيه معلمه الأنبا باخوم وكان يتضرع شفاعة أبيه وصلواته من أجل الأخوة.

## بعض أقوال القديس العظيم الأنبا باخوميوس
- إحفظ نفسك من الشهوة فهي أم جميع الخطايا.
- لا تخل قلبك من ذكر الله أبداً لئلا تغفل قليلاً فيغلب عليك الأعداء الشياطين المترصدون لإصطيادك.
- إحذر من تكبر القلب لأنه أشنع جميع الرذائل.
- كن متضعاً ليحرسك الرب ويقودك فإنه يقول أنه ينظر إلى المتواضعين.
- إتضع في كل شيء وإذا كنت تعرف جميع الحكمة فاجعل كلامك آخر الكل.
- لا تحزن إذا افترى عليك من الناس بل إحزن إذا أخطأت إلى الله.
- لا تحقد على الناس لئلا تصبح مرذولاً عند الله.
- إذا أكمل الإنسان جميع الحسنات وفي قلبه حقد على أخيه فهو غريب عن الله.
- إلزم البكورية في أعضائك والطهارة في قلبك وجسدك.
- إحرص على طهارة جسدك وسلامة قلبك لأنك إذا تمكنت نوالهما أبصرت الله ربك.

## أديرته
- دير القديس الأنبا باخوميوس (الشايب) بالأقصر
- دير القديس الأنبا باخوميوس بحاجر إدفو